# Knírač střední
Knírač střední je psí plemeno původem z Německa, ze kterého se postupně vyšlechtil knírač malý.

## Původ a historie
Střední knírači patří mezi stará plemena psů. Postupně se vyvinuli z hrubosrstých pinčů střední velikosti. Už na středověkých obrazech a rytinách nacházíme vousaté a štětinaté psy, kteří by mohli patřit k předkům kníračů . Tito psi hlídali statky, doprovázeli formany a chytali ve stájích krysy a velké myši, proto získali někde stále užívané jméno stájový pinč . Počátek cíleného chovu se datuje ke konci 19. století. Tehdy samozřejmě knírači vypadali jinak než dnes. Na kníračích se mimo jiné hodnotila hebká srst. V novodobé historii se střední knírači používali jako služební psi, hlídači či jako společníci. Postupem času se cílenou miniaturizací vyvinuli malí knírači, kteří jsou stejně jako knírač velký samostatným plemenem.

## Vzhled

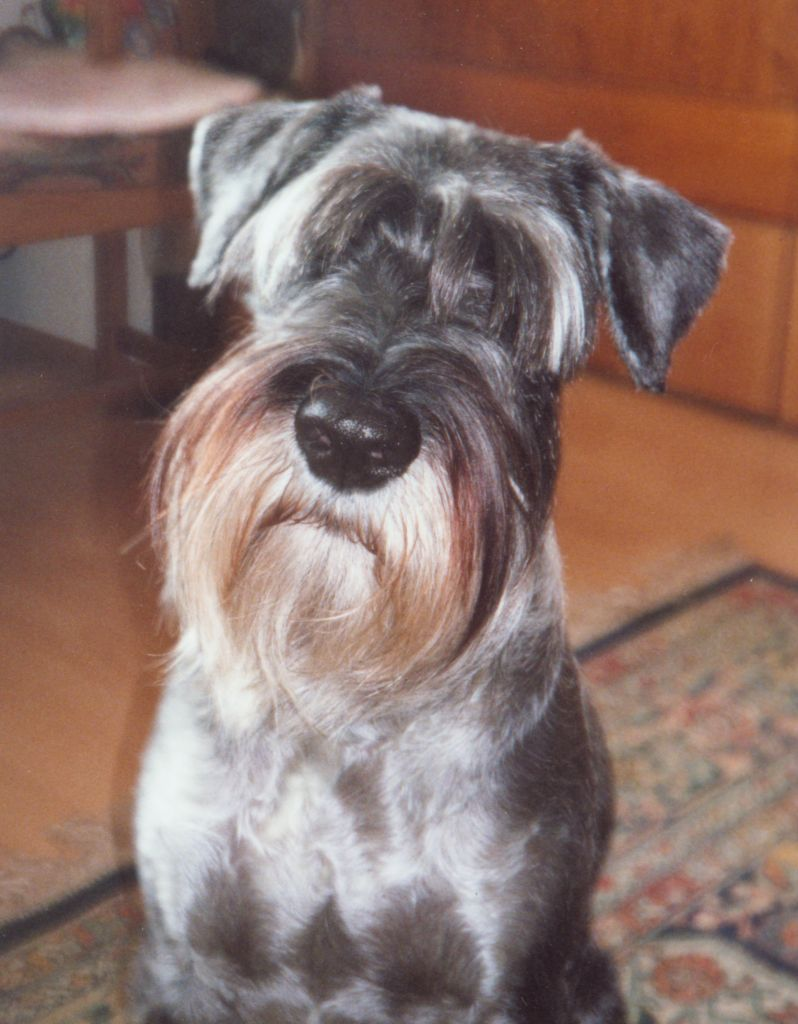
Hlava knírače

Střední knírač je středně velký pes, stavba těla je kvadratická, což znamená, že výška v kohoutku zhruba odpovídá délce těla. Fena může být v trupu mírně delší. Zvíře je podsadité, houževnaté, dobře osvalené, ne štíhlé nebo naopak těžkopádné. Hlava se silnými čelistmi je nápadná mohutným vousem, u vynikajících kníračů dosahujícím až k úrovni prsou. Dlouhé obočí zakrývá oči. Nosní houba je poměrně velká, černá. Oči kulaté, mají být co nejtmavší. Uši je v České republice zakázáno kupírovat, pak jsou klopené, trojúhelníkovité, špičkami přilehlé k lícím. Krátký, rovný, silný krk, hrudník má dosahovat až k loktům. Břicho je mírně vtažené, záda se lehce svažují k ocasu, mají být rovná. Ocas se většinou kupíruje na dva či tři články, někteří majitelé ho nechávají dlouhý; pak může dosahovat značné délky nebo se dokonce zakrucuje. Prsty jsou krátké, tlapka kočičí, uzavřená, drápy tvrdé, čistě černé.
Srst knírače je hrubá, hustá, drátovitá, s hustou podsadou a dobře přiléhajícími pesíky, pouze na nohách může být jemnější. U středních kníračů je barvy pepř a sůl nebo černá. Je žádoucí, aby zbarvení bylo bez barevných příměsí. Černý knírač má být leskle černý, často se vyskytne načervenalé zbarvení vousu a obočí, které je na závadu. Tento nadbytek pigmentu není pro knírače typický, černí knírači mají více zdravotních problémů. Barva pepř a sůl patří k nejpůvodnějším zbarvením psů, je typická pro vlky, tzv. aguti-zbarvení. Dojem pepře a soli vzniká pravidelným střídáním pigmentované a nepigmentované části chlupu, který pak vypadá jako dikobrazí osten. Žádoucí je co nejhomogennější rozložení, ale většina psů má po těle rozložena tmavší a světlejší místa, např. tmavší masku a světlejší bradku, která dává psovi žádoucí neohrožený výraz 

## Povaha

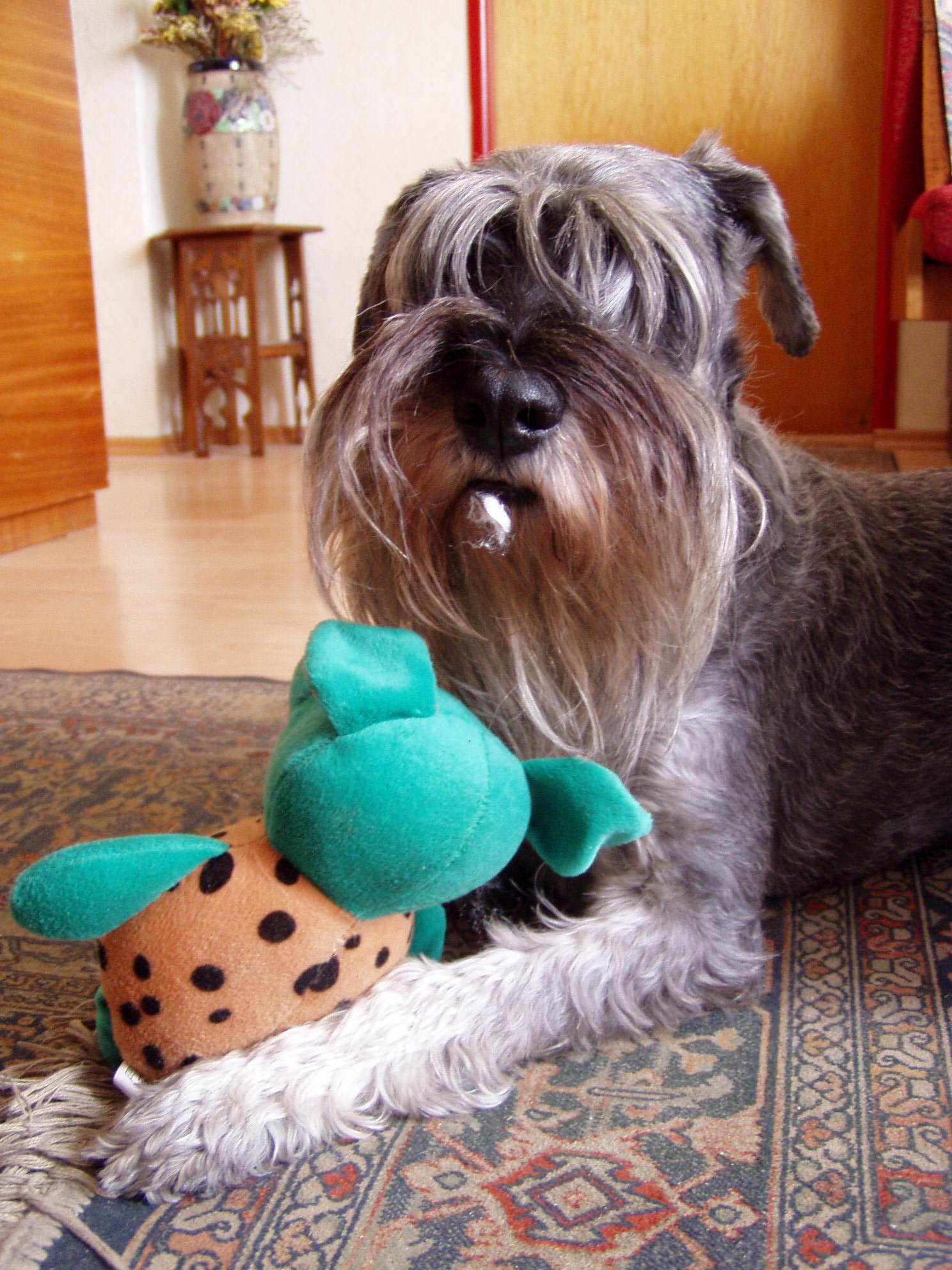
I dospělí knírači si rádi hrají

Střední knírači jsou nebojácní, velmi temperamentní psi s osobností. Vynikají značnou inteligencí a lze je výborně vycvičit jako psy služební, lavinové, asistenční a obranáře. Knírači ovšem bývají dosti tvrdohlaví a celý život nepřestanou soupeřit o vůdčí místo ve smečce (v rodině), proto je vhodné, aby jejich majitel měl již nějaké kynologické zkušenosti a dokázal nesmlouvavě svému knírači vymezit hranice, za které pes nesmí, aby se z normálně poslušného zvířete nestal nezvladatelný domácí tyran. Správně vedený knírač bude celý život veselým, hravým zvířetem, které majitele poslechne a svou rodinu miluje. Střední knírač si nenechá od dětí nic líbit a oproti malému knírači se k dětem moc nehodí.

## Péče
Péče o knírače není nijak zvlášť náročná. Pes se cítí dobře v bytě i na zahradě a není pro něj třeba vymýšlet zvláštní zábavu jako pro chrty, ani nebude shánět do houfu děti či slepice jako pastevecká plemena. Knírač je nadšen z běžných procházek s majitelem, pokud je mu dána volnost, aby mohl uspokojit svou zvědavost a touhu po kontaktu s jinými psy. Pro tyto psy je vhodná např. soutěž agility. Ovšem jako teritoriální pes bude ohlašovat bouřlivým štěkotem každého kolemjdoucího a občas může podlehnout svému původu a bude se snažit pochytat všechny myši v okolí, přičemž do svých aktivit zahrne vše od velikosti pavouka do velikosti kočky.[zdroj⁠?!]
Knírač se pravidelně češe a po každém krmení by mu měl být umyt a pročesán vous. Samotného psa není třeba koupat, pokud není vyloženě špinavý, pak ovšem stačí opláchnout ho čistou vodou. Pokud pes rád plave, není třeba mu v tom bránit. Knírači se několikrát ročně trimují a pokud si to majitel přeje, může nechat knírače v létě ostříhat. Úpravu na výstavy je pro začínající chovatele jednodušší nechat na zkušenějších nebo na specializovaných salónech. Úprava kníračů v Evropě a USA se trochu liší.

## Zdraví

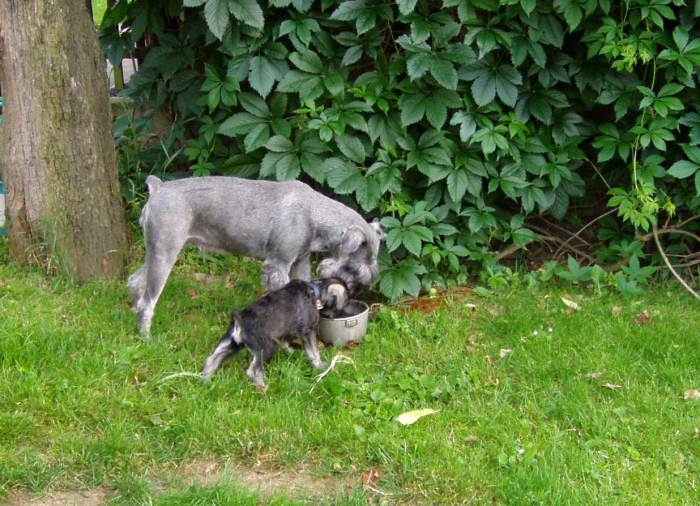
Mladá štěňata pepř a sůl jsou zpočátku tmavá

Knírači patří obecně mezi odolné psy. Vzhledem k tomu, že knírači nebyli nikdy módní rasou, nedocházelo k nadprodukci nekvalitních štěňat a plemeno středních kníračů není zatíženo žádnou významnou vadou, jak známe u plemen jiných. I vůči běžným psím nemocem jsou knírači poměrně odolní. U středních černých kníračů v posledních deseti letech dochází z ne zcela jasných příčin ve vyšším věku ke karcinomu zadních tlapek, který, není-li včas léčen, vede ke smrti psa. Střední knírači se dožívají 15—16 let, černí knírači o něco méně.

## Chov
Feny středních kníračů hárají obvykle dvakrát ročně, poprvé mezi 9—12 měsíci. Vrhy bývají početnější. Vhodný čas pro odběr štěněte je od 7. týdne. Mladá štěňata si dobře zvykají a rychle se učí.

## V umění a literatuře
Střední knírač jménem Lux (Max) se objevil například v knize Osudy dobrého vojáka Švejka za světové války od Jaroslava Haška.